# Akord mistyczny

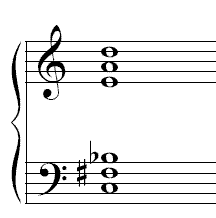
Akord mistyczny jako dominanta w F-dur (akord tercdecymowy C-dur)

Akord mistyczny – specyficzny syntetyczny akord sześciodźwiękowy, dominanta undecymowa lub tercdecymowa w zależności od interpretacji. 
Złożony w postaci zasadniczej z kwart i charakterystycznych w brzmieniu trytonów, w innym układzie dźwięków jego budowa wydaje się jednak bardziej tercjowa. Według Zofii Lissy akord ten wywodzi się od akordu chopinowskiego poprzez nadbudowanie tercjowe. Interpretacja taka jest uzasadniona, gdy zważymy, jak wielki wpływ na Skriabina w młodości miała twórczość Fryderyka Chopina. Jeżeli przyjmujemy takie tłumaczenie, akord mistyczny jest dominantą undecymową z sekstą zamiast kwinty. Skriabinowski akord można jednak zinterpretować po prostu jako dominantę tercdecymową bez kwinty.
Termin „akord mistyczny” został po raz pierwszy zastosowany przez Arthura Eaglefielda Hulla w 1916 w związku z zainteresowaniem Skriabina teozofią, która miała wielkie wpływ na twórczość rosyjskiego kompozytora. Inna nazwa akordu, „akord prometejski”, wywodzi się od dzieła Skriabina, w którym pierwszy raz wykorzystał go w tak rozległym stopniu, tj. Prometeusz: Poemat Ognia op. 60 z 1910 roku. Podobne układy kwartowo-trytonowo-tercjowe stosował jednak kompozytor wcześniej.
Zastosowanie tego akordu, mimo pewnych związków z harmonią klasyczną, nie powinno się analizować przez pryzmat systemu tonalnego. W muzyce Skriabina nie daje się oddzielić tego, co harmoniczne, od tego, co melodyczne; tego, co homofoniczne, od tego, co polifoniczne. Akord mistyczny nazwać można za Hermannem Erpfem mianem Klangzentrum, to znaczy centrum brzmieniowym. Nie występuje on bowiem w dziełach Skriabina w postaci klasycznie ujętego pionu akordowego, ale w rozłożeniu melodycznym. Brzmienie utworu nabiera cech kwartowych, trytonowych, a przez to w konsekwencji zaciera się jego funkcyjność dur-moll.

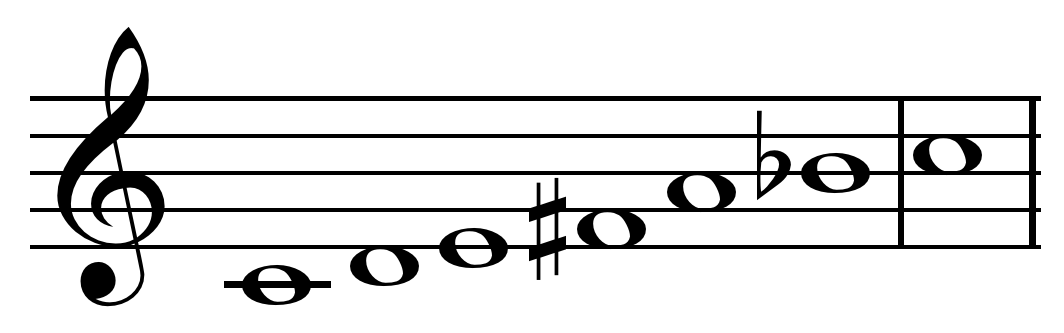
Rozłożony akord mistyczny tworzy sześciodźwiękową syntetyczną skalę tzw. prometejską. Jest ona zbliżona do skali całotonowej czy skali akustycznej Béli Bartóka.